# Riserva naturale regionale di Bergeggi
La riserva naturale regionale di Bergeggi è un'area naturale protetta costituita dall'isola di Bergeggi e il tratto di costa attorno ad esso, per la quale era prevista ed è recentemente stata istituita un'area marina protetta.

## Provvedimenti istitutivi
Legge regionale Liguria n. 10 del 27 febbraio 1985.

## Ripartizione della superficie
La superficie totale, di circa 8 ha, è interamente costituita dall'isola di Bergeggi e dalle acque che la circondano.

## Vegetazione
La costa dell'isola è ricca di specie vegetali pioniere e dalla tipica macchia mediterranea, costituita in gran parte da Campanula sabatia e da Euphorbia dendroides.